# Dario Puccini
Dario Puccini (Roma, 5 gennaio 1921 – Roma, 5 marzo 1997) è stato un ispanista, traduttore e critico letterario italiano, uno dei massimi studiosi italiani di letteratura spagnola e ispano-americana.

## Biografia
Era figlio dello scrittore Mario Puccini e fratello dei registi Gianni Puccini e Massimo Mida.
Aderì alla Resistenza romana e fu arrestato nel 1942 dalla polizia fascista.
Ispanista, fu docente universitario a Cagliari e alla Sapienza - Università di Roma. Nel 1956 firmò il Manifesto dei 101 contro l'invasione sovietica in Ungheria. Tradusse in italiano e curò le opere di poeti e scrittori spagnoli e latinoamericani; da Pablo Neruda a Octavio Paz, da Nicolás Guillén a Jorge Amado, da Manuel Scorza a Gabriel García Márquez, da Jorge Luis Borges a Rafael Alberti, di cui fu molto amico.
Fondò nel 1980 e diresse la rivista Letterature d'America.
Sposò Stefania Piccinato, figlia dell'architetto Luigi e anch'essa docente universitaria e studiosa di letteratura angloamericana, dalla quale ebbe i figli Andrea e Lorenzo.

## Opere
- Romancero della Resistenza Spagnola (1936-1959), Feltrinelli, 1960.
- Miguel Hernández. Vita e poesie, Mursia, 1966.
- Sor Juana Inés de la Cruz, Edizioni dell'ateneo, 1967.
- La parola poetica di Vicente Aleixandre, Bulzoni, 1971.
- Romancero della Resistenza Spagnola (1936-1965), Laterza, 1974.
- Il segno del presente. Studi di letteratura spagnola, Edizioni dell'Orso, 1992.
- Una donna in solitudine. Sor Juana Inés de la Cruz, un'eccezione nella cultura e nella letteratura barocca, Cosmopoli, 1996.
- Epistolario R. Alberti - D. Puccini. Corrispondenza inedita (1951-1969), Viennepierre, 2009.